# 마이클 버리
마이클 버리(Michael Burry, 1971년 6월 19일 ~ )는 사이언 캐피탈(Scion Capital LLC) 헤지 펀드 창립자로 2000년부터 2008년까지 이를 운영했다. UCLA와 밴더빌트 대학교 의학전문대학원을 졸업하고 스탠퍼드 대학교 의학전문대학원에서 신경학과 레지던트로 일하면서 올린 주식시장 분석이 큰 주목을 받았다. 이후 직접 헤지펀드를 설립하였고 2008년 신용위기 때 큰 돈을 벌었다.

## 생애
마이클 버리는 1971년 뉴욕주 뉴욕 시에서 태어났다. 캘리포니아주 산호세에 있는 산타테레사 고등학교를 졸업하고 UCLA에 입학한다. 대학교에서 전공은 경제학과 의예학이었다. 밴더빌트 대학교 의학전문대학원을 졸업하고 스탠퍼드에서 신경학과 레지던트로 일했다. 일이 끝난 밤에 버리는 평생의 취미인 재무투자에 관한 일을 했다.

## 투자 경력
마이클 버리는 스탠포드 대학교 병원 신경학 레지던트를 그만두고 자신의 헤지펀드를 시작한다.